# Rumänsk simpabborre
Rumänsk simpabborre (Romanichthys valsanicola) är en fisk i familjen abborrfiskar som finns mycket lokalt i Rumänien. Den kallas även bara simpabborre.

## Utseende
Arten är en liten, gråspräcklig fisk med två ryggfenor och liten, hästskoskapad mun. Den kan som mest bli 11 cm lång. Den är enda arten i sitt släkte, men släkt med strebern (Zingel streber) och Rhônestrebern (Z. asper).

## Vanor
Den rumänska simpabborren är en nattaktiv, bottenlevande sötvattensfisk som lever i kalla, klara, snabba bergsbäckar där den gömmer sig under stenar. Födan består av larver från vattenlevande insekter som dagsländor och bäcksländor.

### Fortplantning
Arten tros leka under andra hälften av maj, då honan avsätter mellan 120 och 150 ägg under stenar.

## Utbredning
Utbredningsområdet omfattar idag troligtvis endast ett kilometer-långt område i floden Valsan i Rumänien.

## Status
Den rumänska simpabborren är klassificerad som akut hotad ("CR", underklassificering "B1ab(ii,iii)+2ab(ii,iii)") av IUCN. Populationsförändringen är okänd, men beståndet är redan idag mycket lågt. När arten upptäcktes 1957 var den redan sällsynt, och levde endast i floderna Arges och dess bifloder Valsan och Raul Doamnei. Efter ett dammbygge i Arges i mitten på 1960-talet försvann vattnet helt nedanför dammen vilket medfröde att arten dog ut i den floden. Beståndet i Valsan har minskat kraftigt på grund av stenbrytning, överfiske, vattenföroreningar och mer dammbyggnad i flodens övre del. Med hjälp från EU har ett projekt genomförts som syftar till att återställa miljön i Valsan. Förutom en fridlysning av floden 1994, som i praktiken visade sig verkningslös, har man vidtagit åtgärder för att återställa stenbottnen i floden, öka vattenflödet från de existerande fördämningarna och anställt personal för att säkerställa att fridlysningen får effekt.